# Vayres, Gironde

Vayres este o comună în departamentul Gironde din sud-vestul Franței. În 2009 avea o populație de 3.386 de locuitori.

## Evoluția populației
| An        | 1975  | 1982  | 1990  | 1999  | 2006  | 2009  |
| --------- | ----- | ----- | ----- | ----- | ----- | ----- |
| Populație | 2.295 | 2.361 | 2.491 | 2.631 | 3.149 | 3.386 |